# Эттельдорф
Эттельдорф (нем. Etteldorf) — община в Германии, в земле Рейнланд-Пфальц. 
Входит в состав района Айфель-Битбург-Прюм. Подчиняется управлению Кильбург.  Население составляет 22 человека (на 31 декабря 2010 года). Занимает площадь 1,74 км².